# Charles Kenyon
Charles Kenyon (2 de novembro de 1880 – 27 de junho de 1961) foi um roteirista norte-americano, que escreveu ou co-escreveu os roteiros para 114 filmes entre 1915 e 1946. Ele foi casado com a atriz Jane Winton de 1927 a 1930.
Kenyon nasceu em São Francisco, Califórnia e morreu em Hollywood, Califórnia.

## Filmografia parcial
- Kindling (1915)
- The Penalty (1920)
- A Tale of Two Worlds (1921)
- White Tiger (1923)
- Hoodman Blind (1923)
- The Lone Chance (1924)
- The Desert Outlaw (1924)
- The Iron Horse (1924)
- Hearts of Oak (1924)
- The Old Soak (1926)
- Show Boat (1929)
- Recaptured Love (1930)
- The Office Wife (1930)
- Party Husband (1931)
- A Midsummer Night's Dream (1935)
- The Petrified Forest (1936)
- The Golden Arrow (1936)
- One Hundred Men and a Girl (1937)
- The Lady Objects (1938)